# Aspinus acicularis
Aspinus acicularis is een eenoogkreeftjessoort uit de familie van de Diaptomidae. De wetenschappelijke naam van de soort is voor het eerst geldig gepubliceerd in 1973 door Brandorff.